# Управление по охране труда (Министерство труда США)
Управление по охране труда (Occupational Safety and Health Administration, OSHA) — управление в Министерстве труда США, которое занимается вопросами охраны труда и профилактики профзаболеваний. Эта организация учреждена Конгрессом в соответствии с Законом об охране труда, подписанным президентом Никсоном 29 декабря 1970 года. Перед Управлением поставлена задача гарантировать безопасные и здоровые условия труда для мужчин и женщин за счёт разработки стандартов в области охраны труда и техники безопасности и обеспечить их выполнение (в том числе — проводить проверки, накладывать штрафы и т. д.), а также проводить обучение и тренировки и оказывать помощь. Управление также отвечает за разработку различных законодательных актов. С 3 ноября 2021 года Управление возглавляет Дуглас Л. Паркер (предшественники — Лорен Свит, Давид Михаэлс).

## История
Официально Управление было создано 28 апреля 1971 года, когда Закон об охране труда вступил в силу. Первым директором Управления был Джордж Генте (George Guenther).
В 1972 году начал работу учебный институт Управления, который проводит обучение государственных и негосударственных специалистов по охране труда и промышленной гигиене. В 1978 году Управление начало проводить программу грантов, которая сейчас называется «Программа учебных грантов Сюзанны Харвуд» (Susan Harwood Training Grant Program), предназначенную для обучения рабочих и работодателей уменьшению влияния вредных и опасных производственных факторов. В 1982 году началось выполнение программы добровольной защиты, позволяющей работодателю использовать «смоделированные рабочие места», если они хотят получить определённую «категорию» (если они соответствуют требованиям).
В 2013 году в Управлении работало 2305 человек, а годовой бюджет организации в 2012 году составлял 565 млн долларов. Штаб-квартира Управления находится в Вашингтоне.

## Стандарты по охране труда и технике безопасности
Закон об охране труда позволяет Управлению разрабатывать стандарты по охране труда и технике безопасности, обязательные для выполнения работодателем. Эти стандарты включают ПДК (Permissible Exposure Limit, PEL) химических веществ, доступ наёмных рабочих к информации об охране труда, требования к мероприятиям по использованию средств индивидуальной защиты и мероприятия по обеспечению безопасности. Управление разработало и контролирует выполнение работодателем стандарта по выбору и организации применения СИЗОД (см. ниже). 
В первый год работы Управлению разрешали использовать документы, аналогичные стандартам по охране труда и технике безопасности, разработанные другими органами ранее (например, Ассоциацией Американских Государственных Промышленных Гигиенистов - American Conference of Governmental Industrial Hygienists, ACGIH) без прохождения всех процедур, относящихся к разработке новых законов.
В 2000 году Управление разработало стандарт по эргономике. В марте 2001 года контролируемый республиканской партией Конгресс проголосовал за отмену стандарта. Это единственный случай, когда Конгресс использовал закон (Congressional Review Act) для воспрепятствования введению законодательного акта.
Между 2001 и 2011 годами Управление выпустило 4 новых стандарта по охране труда. За этот период оно разработало меньше законодательных актов в области охраны труда и техники безопасности, чем за любое десятилетие своей работы.

## Выполнение требований
Управление отвечает за выполнение стандартов по охране труда и технике безопасности. Управление посылает инспекторов по охране труда на рабочие места, где они проводят проверки и определяют суммы штрафов за нарушения. Проводятся плановые инспекции наиболее опасных и вредных рабочих мест в особо вредных отраслях. Такие же инспекции могут проводиться при поступлении жалоб рабочих и по направлениям от других людей.
В ведении Управления находится около 7 млн рабочих мест, и согласно отчёту AFL–CIO, чтобы проверить их все, потребуется 129 лет

### Исключения
Некоторые рабочие места не относятся к области деятельности Управления, так как они не охватываются Законом об охране труда от 1970 года, или за них отвечают другие организации, или же эти исключения связаны с действием соответствующих нормативных документов, выпущенных Министерством труда. Сюда входят:
- Рабочие, занятые надземной и подземной добычей полезных ископаемых (ими занимается другая организация - Управление по безопасности и охране труда при добыче полезных ископаемых, MSHA),
- Индивидуальные предприниматели[7],
- Рабочие негосударственных предприятий, охватываемые планами штатов. Почтовые служащие США охватываются Законом о безопасности почтовых служащих (Postal Employees Safety Enhancement Act)[8]
- Надомные работники[9],
- Экипажи летательных аппаратов (ими занимается Federal Aviation Administration[10]),
- Сельскохозяйственные рабочие — члены семьи; и фермы, где работает менее 10 человек без проживания мигрантов[11].

Кроме того, предприятия, которые участвуют в добровольных программах защиты (Voluntary Protection Programs), не охватываются плановыми проверками, но они проверяются при несчастных случаях и жалобах.

### Законы, защищающие тех, кто сообщает о нарушениях работодателя
Помимо обеспечения выполнения требований нормативных документов по охране труда и технике безопасности, разработанных согласно Закону об охране труда, Управление также отвечает за выполнение требований законов, защищающих людей, которые сообщают о нарушениях, допущенных работодателем (Whistleblower laws) в 21 штате. Конгресс возложил на Управление ответственность за выполнение этих законов — вне зависимости от того, имеют ли они отношение к охране труда. А потом Конгресс поручил Управлению обеспечить выполнение требований такого законодательства в соответствии с законом (Dodd-Frank Wall Street Reform and Consumer Protection Act).

## Планы штатов
Согласно Закону об охране труда, штаты и территории могут использовать планы по охране труда и технике безопасности, получившие одобрение на федеральном уровне. Эти планы заменяют федеральные, и частично финансируются федеральным правительством. Они должны быть, по крайней мере, так же эффективны в отношении защиты рабочих, как и планы Управления. Они также должны охватывать работников бюджетной сферы (федеральное Управление их не охватывает). В 22 штатах есть такие планы по охране труда и технике безопасности, а в 5 административных единицах (Коннектикут, Нью-Йорк (штат), Нью-Джерси, Иллиноис и Виргинские острова) есть планы по охране труда, которые охватывают только работников бюджетной сферы, и не охватывают людей, на которых распространяется юрисдикция федерального Управления в частном секторе.

## Полемика
Относительно нормативных документов Управления и политики в области их выполнения было много дискуссий, особенно — в отношении затрат на выполнение и реальной отдачи в отношении снижения числа профзаболеваний, инвалидностей и несчастных случаев. Изучение нескольких стандартов Управления в 1995 г., проводившееся Бюром по оценке технологий показало, что и промышленность, и Управление обычно завышают затраты на выполнение стандартов по охране труда и технике безопасности.
Управление обычно критикуют  за неэффективность штрафных санкций, особенно в отношении штрафов за уголовные нарушения.
Максимальный штраф сравним со штрафом за мелкое правонарушение, за которое дают не более 6 месяцев тюремного заключения. Реагируя на критику, Управление вместе с Министерством юстиции США провели ряд расследований серьёзных правонарушений закона об охране труда, и объявило о совместной с Агентством по охране окружающей среды (United States Environmental Protection Agency, EPA) инициативе в отношении обеспечения выполнения требований (так как у Агентства есть право штрафовать на большие суммы). Тем временем демократы в Конгрессе, профсоюзы и адвокаты (работающие в области охраны труда и техники безопасности) пытаются пересмотреть Закон об охране труда, чтобы он стал уголовным, что значительно увеличит штрафы за грубые нарушения, повлёкшие смерть рабочих. Некоторые местные обвинители обвиняли должностных лиц компаний в убийстве и других уголовных преступлениях, когда преступная небрежность приводила к смерти рабочих.
Более чем за 30 лет своего существования Управление добилось лишь 12 уголовных обвинений.
Управление обвиняют в том, что оно не столько реально обеспечивает безопасность, сколько проводит много проверок.
В течение 1979-2013 гг. инспектора Управления сделали примерно полтора миллиона замеров загрязнённости воздуха на рабочих местах, и из них 78,6% - с помощью индивидуальных пробоотборников. 
Промышленные ассоциации и профсоюзы (вместе) обратились в суд, чтобы заставить Управление разработать стандарт по охране труда при работе с шестивалентным хромом (вызывает раковые заболевания) и другие новые стандарты. Также Управление ругали за то, что разработка новых стандартов занимает десятилетия. По конкретным вопросам, например, взрывам горючей пыли, упоминают Управление: 

Каролин Мерит была назначена президентом Бушем в комиссию по химической безопасности. Когда её спросили о том, какой у неё личный опыт в отношении нормативных документов по химической безопасности (за время работы в администрации Буша), она сказала, что главным разочарованием было отношение (разработчиков) к отсутствию новых стандартов — (они) не хотели досаждать промышленности, а в некоторых случаях промышленность должна была добиваться разработки стандартов (чтобы выполнять требования охраны труда - прим. при переводе).

### Классификация формальдегида как канцерогена
В 1981 году группа специалистов в Управлении решила, что недостаточно свидетельств для того, чтобы считать формальдегид канцерогеном. Ранее Управление относило формальдегид к канцерогенным веществам. Питер Инфант (Dr. Peter Infante), руководитель отдела Управления, который отвечал за выявление канцерогенных веществ, критиковал это решение руководства в письме в Международное агентство по изучению рака. После лоббирования группами из промышленности, связанными с использованием формальдегида, руководители Управления обвинили Питера Инфанта в нарушении субординации и предложили его уволить. Предложение уволить привело к нескольким слушаниям в конгрессе. Из-за своего письма Инфант потерял работу не окончательно.

### Защита инспекторов Управления от бериллия
Бериллий — токсичный металл, который может вызвать отравление, иммунную сенсибилизацию, хронические заболевания и рак у некоторых людей при низкой концентрации. В 2002 году руководство Управления проголосовало против предложения проверить инспекторов Управления на наличие признаков сенсибилизации. 
Адам Финкель (Dr. Adam Finkel) был в то время начальником отдела, отвечавшего за разработку стандартов по охране труда и технике безопасности, и он возразил против решения не проводить проверки. После того, как Финкель обнародовал своё мнение в коммерческом издании, его понизили в должности. Он получил место в Управлении после возбуждении дела в отношении санкций против осведомителей, информировавших о нарушениях.
В 2004 году Управление проверило часть своих сотрудников в отношении бериллиевой сенсибилизации, и оказалось, что у 3,7% результат был положительный.

## Неудача при попытке защитить рабочих от шума
В 1971 году, на основе доступной на то время научной информации, OSHA разработало санитарные нормы по защите рабочих от сильного производственного шума.
Это был единственный подобный документ, в котором основным средством защиты были не технические устройства, снижающие шум на рабочем месте (средства коллективной защиты); и не организационные мероприятия (например, измерение графика работы для сокращения длительности пребывания в шумных местах), а средства индивидуальной защиты от шума. Сначала от работодателя требовали: регулярно мерять уровень шума, выдавать рабочим СИЗ органа слуха (давая им возможность выбрать удобную модель из нескольких предложенных), учить их правильно их использовать, ежегодно проверять слух, при ухудшении сообщать об этом в Управление. А если шум превышал 90 дБА, то работодатель был обязан установить средства коллективной защиты (СКЗ) для снижения уровня шума. Если СКЗ не могли снизить уровень шума до менее чем 90 дБА, он всё равно должен был их установить, т. к. снижение шума в любом случае снижало риск.
Со временем, по мере развития науки, стало известно, что шум более 80 дБА опасен для слуха, и в ряде стран снизили предельно допустимые уровни шума, например в СССР с 85 до 80 дБА. В других странах сочли, что при шуме до 85 дБА риск ухудшения слуха есть, но не очень большой, и приняли ПДУ 85 дБА. А в США в 1983 году инспекторам по охране труда дали предписание — не требовать от работодателей установки СКЗ до тех пор, пока шум не превысит 100 дБА. Т. е., не меняя текст санитарных норм, прекратили принуждать их исполнять. Это произошло из-за давления со стороны объединений предпринимателей, и в условиях, когда президент Рейган «уменьшил вмешательство правительства» в экономику. В частности, сократили Агентство по охране окружающей среды (подразделение, занимавшееся защитой от шума). В Европе изготовителей оборудования стимулируют делать его малошумным и сообщать покупателям об уровне шума так, чтобы они могли выбрать менее опасную модель. А в США производители делают малошумные машины для продажи в Европе, и более шумные — для своих потребителей.
В целом, в условиях развития науки и появления новых технологий, специалисты по профессиональным заболеваниям не отмечают снижения заболеваемости нейросенсорной тугоухостью, (а наблюдается её рост), и объясняют это сочетанием нескольких причин: 
1. очень слабой мотивацией работодателей улучшать условия труда;
2. пренебрежимо малой реальной эффективностью СИЗ органа слуха[24];
3. тем, что работодатели научились уклоняться от регистрации профессиональных заболеваний[22]; и
4. отсутствием совместных и координированных усилий всех заинтересованных сторон[25] (работодателей, профсоюзов, производителей оборудования, надзорных органов, разработчиков и изготовителей технических средств защиты) для решения проблемы.

К сожалению, конкретные предложения добросовестных и компетентных специалистов по повышению качества санитарных норм, и приведению их в соответствие с современным уровнем мировой и американской науки — не были приняты.

## Требования к выбору и организации примененияреспираторов
На основании результатов научных исследований, проводимых Национальным институтом охраны труда (NIOSH), другими организациями и исследователями, Управление разработало законодательный акт в области охраны труда (стандарт), обязательный для выполнения работодателем - 29 Code of Federal Register 1910.134 Respiratory Protection. Этот документ однозначно определяет и порядок выбора адекватных СИЗОД, и организацию их применения - так, чтобы гарантировать сохранение здоровья людей, работающих в загрязнённой атмосфере. Для контроля за выполнением требований этого стандарта была разработана инструкция для инспекторов по охране труда (работающих в Управлении), однозначно определяющая, что проверять, как проверять, и подробно расписывающая, как оформлять документы для подачи исков в суд для взыскания штрафов с работодателя при обнаружении нарушений. 
По данным средняя сумма штрафа за нарушения в области организации респираторной защиты медработников от туберкулёза и других воздушных загрязнений в госпиталях была наибольшей (среди штрафов за другие нарушения), и составила (в среднем) 2236 долларов.
Помимо требований, Управление разработало ряд учебных материалов по выбору и применению СИЗОД: учебник онлайн и учебник для маленьких компаний; учебник по применению СИЗОД в медучреждениях; подробные указания по замене противогазных фильтров.
Аналогично, подобные учебные материалы разработаны региональными подразделениями Управления.

## Защита работников от нагревающего микроклимата
Работа людей при высокой температуре воздуха, повышенной влажности воздуха, наличии теплового излучения (и сочетании перечисленного) создаёт угрозу перегрева, опасную для жизни и здоровья. На 2018 г. в США не было ни одного специализированного требования к работодателю, регламентирующего его обязанности по сохранению жизни и здоровья работников, подвергающихся перегреву на рабочем месте. Однако требования закона об охране труда (общего характера) обязывают работодателя принимать меры по защите работников от всех известных вредных производственных факторов. 
На основании этого Управление декларировало, что оно рекомендует работодателям использовать научно обоснованные рекомендации Национального института охраны труда (NIOSH); а при выявлении случаев нарушения здоровья и гибели рабочих - будет использовать раздел 5(a)(1) этого закона при составлении исков в суд.
Также Управление разработало ряд своих документов (по защите от перегрева сельскохозяйственных рабочих и др.); и разработало калькулятор для вычисления значений показателя теплового воздействия WBGT